# Cleanov
Cleanov – wieś w Rumunii, w okręgu Dolj, w gminie Carpen. W 2011 roku liczyła 1403 mieszkańców.